# Rangaku

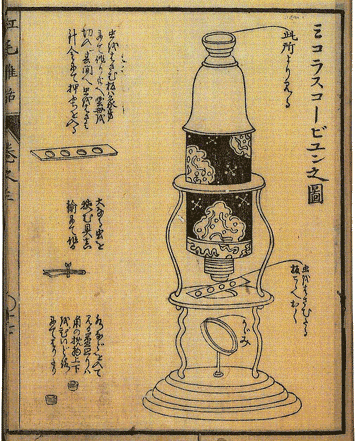
Descrizione di un microscopio Notizie sugli olandesi (紅毛雑話), 1787.

Il rangaku (蘭学? letteralmente "apprendimento olandese") era un metodo di apprendimento scientifico in uso durante il periodo antecedente allo sbarco del commodoro Matthew Perry (Convenzione di Kanagawa), quando il Giappone era ancora isolato dal resto del mondo per via della politica di isolamento (sakoku) dello Shogunato Tokugawa tra il 1641-1853.
Attraverso il rangaku molti medici e menti scientifiche del Giappone poterono apprendere e rimanere aggiornati sulle vicende mediche, scientifiche e tecnologiche che avvenivano in Europa. Non a caso venne definito "studio olandese", poiché allora gli unici occidentali che avevano il permesso di entrare in Giappone erano appunto commercianti olandesi.